# Planodema leonensis
Planodema leonensis är en skalbaggsart som först beskrevs av Stefan von Breuning 1936.  Planodema leonensis ingår i släktet Planodema och familjen långhorningar.
Artens utbredningsområde är Sierra Leone. Inga underarter finns listade i Catalogue of Life.